# Anbara Salam Khalidi
Pour les articles homonymes, voir Salam et Khalidi.
Anbara Salam Khalidi, en arabe : عنبرة السلام الخالدي, née le 4 août 1897 et morte en mai 1986, est une féministe, traductrice et auteure libanaise, qui a contribué de façon significative à l'émancipation des femmes arabes.

## Biographie

### Origines et études
Anbara Salam Khalidi est née dans une éminente famille libanaise à Beyrouth en 1897,. Elle est la fille de Salim Ali Salam (en), député au parlement ottoman et marchand, et la sœur du Premier ministre libanais, Saëb Salam. Deux de ses frères ont servi en tant que ministres au Liban.
Elle reçoit une éducation moderne, et apprend le français. Elle et ses frères et sœurs étudient à l'université anglicane syrienne de Beyrouth, ancien nom de l'université américaine de Beyrouth. De 1925 à 1927, elle étudie au Royaume-Uni.

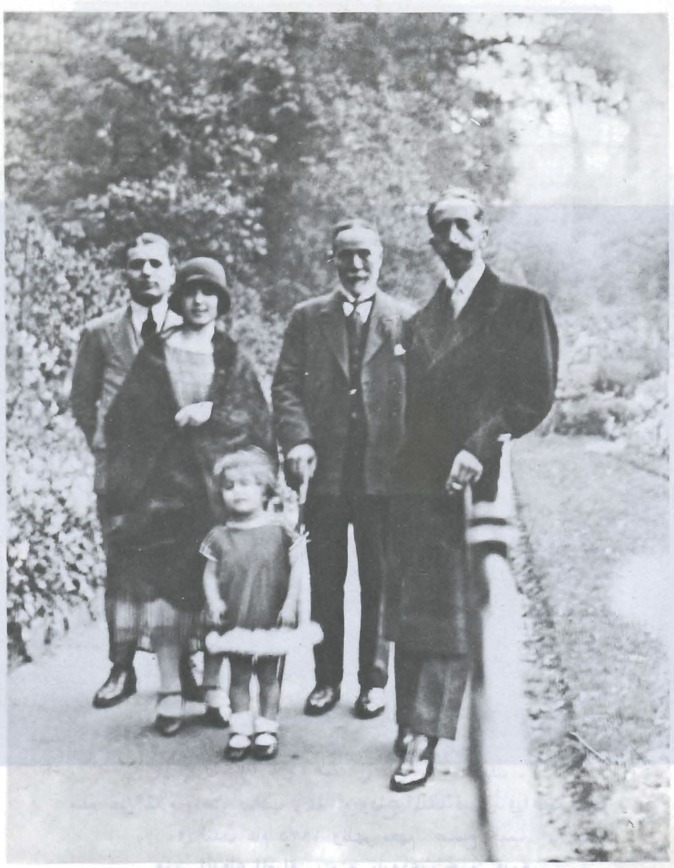
Salim Ali Salam avec le roi Fayçal Ier d'Irak à Richmond Park, à Londres en 1925, avec le fils de Salim, Saëb Salam et ses filles Anbara et Rasha. Anbara porte un chapeau cloche et une jupe à mi-mollet, contrairement aux conventions sociales de Beyrouth à l'époque.

### Militantisme féministe
Après son retour à Beyrouth, elle rejoint le mouvement féministe. Elle est la première femme musulmane au Liban à abandonner publiquement le voile en 1927, lors d'une conférence à l'université américaine de Beyrouth,. Elle traduit l’Odyssée d'Homère et l’Énéide de Virgile en arabe,. Ses mémoires sont publiés en 1978, sous le titre Jawalah fil Dhikrayat Baynah Lubnan Wa Filastin (Un tour des souvenirs du Liban et de Palestine).
Dans ses mémoires, elle souligne aussi les effets négatifs des activités du souverain ottoman de Syrie, Jamal Pacha, sur sa famille et son enfance.

### Vie personnelle et mort
Anbara Salam épouse un éducateur palestinien, Ahmad Samih Al Khalidi (mort en 1951) en 1929,. Il s'agit alors de son second mariage. Il est le principal de l'université arabe de Jérusalem en Palestine mandataire. Le couple s'établit à Jérusalem, puis à Beyrouth. Elle meurt à Beyrouth en mai 1986,.

## Hommage
Anbara Salam Khalidi fait l'objet d'un Google Doodle le 4 août 2018, pour le 121e anniversaire de sa naissance.